# Бабаханов, Шамсиддинхан
Шамсиддинхан Бабаханов (1937—2003) — советский и узбекский учёный-арабист, доктор филологических наук, дипломат, педагог, богослов, общественный и исламский религиозный деятель. В 1982—1989 годах председатель Духовного управления мусульман Средней Азии и Казахстана, муфтий пяти республик.

## Биография
Шамсиддинхан Бабаханов родился 8 апреля 1937 года в городе Ташкенте Узбекской ССР в семье известного исламского религиозного деятеля Зияуддинхана ибн Эшона Бабахана. Окончил 10 классов ташкентской школы № 28. В 1955 году поступил в Ташкентский институт иностранных языков на факультет английского языка. С 1961 года Ш. Бабаханов аспирант Института востоковедения Академии наук СССР в Москве. Здесь он начинает заниматься арабской филологией, углублённо изучает арабский язык. В 1962 году Шамсиддинхана приглашают на должность референта в Отдел международных связей мусульманских организаций СССР и вскоре, так и не окончив аспирантуру, он по настоянию отца поступает в престижный исламский университет «Аль-Азхар» в Каире.
В 1966 году Шамсиддинхан Бабаханов вернулся в СССР и продолжил обучение в аспирантуре, совмещая учёбу с работой в Отделе международных связей духовных управлений мусульман. В 1973 году он защитил кандидатскую диссертацию по теме «Категория двойственных чисел в арабском языке». С 1974 года кандидат филологических наук Шамсиддинхан Бабаханов — проректор, а с 1975 года ректор Ташкентского исламского института имени имама аль-Бухари, единственного высшего исламского учебного заведения в СССР. За время руководства институтом Ш. Бабаханов сумел привлечь к преподавательской работе лучших богословов, востоковедов и лингвистов Средней Азии, значительно укрепил материально-техническую базу учебного заведения. Большое внимание он уделял изданию учебных пособий для студентов института. Прекрасно владея арабским и фарси, он переводил научные труды зарубежных и среднеазиатских учёных и богословов, опубликовал ряд трудов, посвященных историческому и культурному наследию исламской цивилизации. Результатом научной и просветительской деятельности Ш. Бабаханова стало присвоение ему звания доктора филологических наук. Имя Шамсиддинхана Бабаханова стало известно в научных и религиозных кругах как в СССР, так и за его пределами.
В октябре 1982 года по решению курултая Шамсиддинхан сменил своего отца на постах председателя Духовного управления мусульман Средней Азии и Казахстана и муфтия пяти республик. После смерти Зияуддинхана ибн Эшона Бабахана в декабре 1982 года он также занял должность руководителя Отдела международных связей мусульманских организаций СССР. Его энергия и целеустремлённость способствовали дальнейшему сплочению мусульман СССР, повышению авторитета САДУМ в исламском мире. Большое внимание муфтий Ш. Бабаханов уделял реставрации памятников исламской культуры Средней Азии и укреплению материальной базы действующих мечетей. Под руководством Бабаханова печатный орган САДУМ развернул большую деятельность по изданию мусульманской литературы. Сам Шамсиддинхан, являясь главным редактором журнала «Мусульмане Советского Востока», часто печатался на его страницах. При Бабаханове типография САДУМ переехала в новое здание, а библиотечный фонд Духовного управления, основу которого составляло собрание деда Шимсиддинхана — Эшона Бабахана, был существенно пополнен. В 1985 году он возглавлял Совет по очередному изданию Корана.
Муфтий Шамсиддинхан Бабаханов был ярким общественным деятелем, неустанно боровшимся за мир между народами. Он являлся членом президиума Советского комитета защиты мира, советского комитета солидарности народов стран Азии и Африки и членом других общественных организаций. С 1985 года доктор Шамсиддинхан Бабаханов — действительный член королевской исламской академии Иордании. Признанием научных и общественных заслуг Ш. Бабаханова также стало присуждение ему Международной премии имени Абу Али Ибн Сины и награждение орденом Дружбы народов.
Начавшаяся в СССР во второй половине 80-х годов XX века перестройка сопровождалась ростом националистических настроений в стране. Несмотря на то, что муфтий Бабаханов выступил против чрезмерной опеки САДУМ со стороны Отдела по делам религий СССР, ему не удалось избежать обвинений «в продажности безбожной власти, несовместимых с исламом привычках и общем несоответствии с занимаемой должностью». 4 февраля 1989 года некоторые видные духовные лидеры и богословы Узбекистана и Таджикистана собрались у медресе Баракхан, где размещалась администрация САДУМ, и объявили о начале Чрезвычайного всеобщего собрания мусульман, в ультимативной форме потребовав смещения председателя САДУМ. Уступая их требованиям, муфтий Шамсиддинхан подал в отставку.
После ухода из САДУМ Ш. Бабаханов работал старшим научным сотрудником Института востоковедения имени Абу Райхана Беруни Академии Наук Узбекистана. С распадом СССР САДУМ прекратил своё существование. Вместо него было образовано Духовное управление мусульман Мавераннахра (ДУММ), и Шамсиддинхана Бабаханова пригласили на должность заместителя председателя. С 1994 по 2001 год Ш. Бабаханов на дипломатической работе. Являясь чрезвычайным и полномочным послом Узбекистана в Арабской Республике Египет и Королевстве Саудовской Аравии, а также советником Министерства иностранных дел Узбекистана. Шамсиддинхан Бабаханов внёс весомый вклад в становление и развитие дипломатии независимой республики.
15 апреля 2003 года Шамсиддинхан Бабаханов скончался. Похоронен в родовом склепе на кладбище «Гойиб-ота» в Ташкенте.